# Bernhard Delsing
Bernhard Delsing (* 9. April 1906 in Holsterhausen (Dorsten); † 1. Februar 1991 in Kassel) war ein deutscher Collagekünstler, Maler, Zeichner und Kunsterzieher.

## Leben
Delsing studierte von 1924 bis 1938 an der Kunstakademie Kassel. Seit 1926 war er Meisterschüler bei Kay H. Nebel. 1930 führte ihn ein Reisestipendium der Stadt Kassel nach Holland, Belgien, Frankreich und Italien. Von 1934 bis 1938 wurde er durch ein  Staats-Stipendium gefördert. 1938 erhielt er erste Wandbildaufträge wie für das Olympische Dorf in Berlin und die Universität Göttingen. 1938 hielt er sich in Italien auf. Von 1939 bis 1945 war er Soldat. 1943 wurde sein Kasseler Atelier durch einen Luftangriff zerstört. 1946 war er neben Arnold Bode, Carl Döbel und Ernst Röttger Mitbegründer der Hessischen Sezession in Kassel. 1948 bis 1950 war Delsing Lehrer an der Abendschule der Städelschule in Frankfurt am Main. Delsing arbeitete bis 1953 bei Hans Leistikow. Er bildete sich in Landschaftskultur  an der Werkakademie in Kassel bei Hermann Mattern weiter. 1955 wurde sein Atelier durch Vandalismus zerstört. Er war 1955 Mitbegründer der Künstlergruppe Kassel 55. Von 1957 bis 1977 war Delsing Kunsterzieher an verschiedenen Privatschulen in Kassel.

## Werk

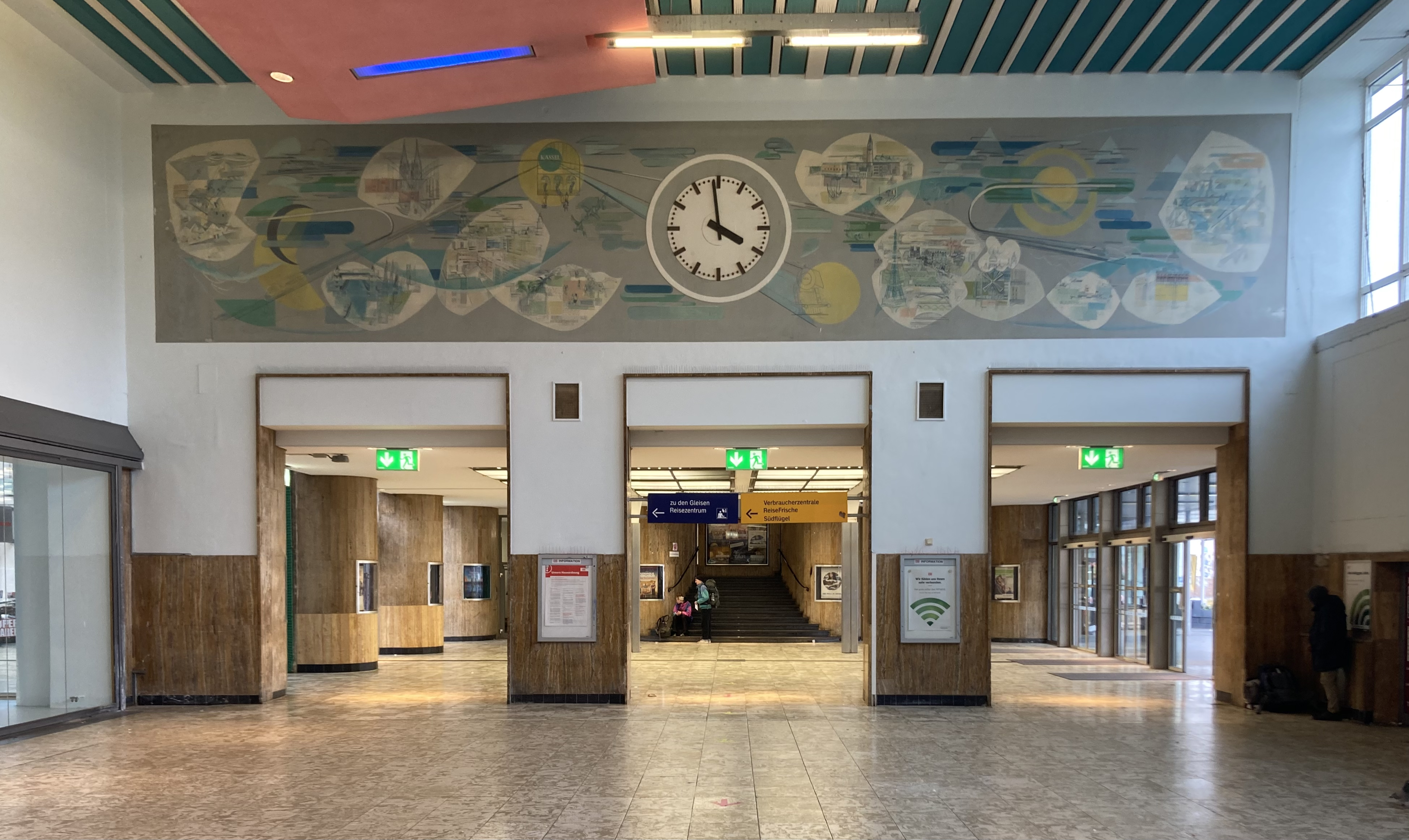
Wandbild im Kasseler Hauptbahnhof, 1955

Delsing war als Maler Eklektizist, der in Öl,  mit Mischtechniken, Collagen und Frottagen verschiedene Stilrichtungen der klassischen Moderne aufnahm und nach 1945 aktuelle Strömungen der 50er bis 70er Jahre folgte. Geprägt hatten ihn die Arbeiten von Roy Lichtenstein, Robert Rauschenberg und Andy Warhol. Zeitloser ist das umfangreiche zeichnerische Werk, das in vielfältigen Techniken 1930 begann. Er zeichnete mediterrane Reiseskizzen, Kasseler Vorstadt- und Landschafts-Motive. Nach 1953 erhielt er zudem Aufträge zu Baudekorationen wie für den Hessischen Verwaltungsgerichtshof (1953/54), den Hauptbahnhof (1955), Leimbornschule (1956), das Stadtbad Mitte (1967), allesamt in Kassel, sowie die Kaserne in Wolfhagen (1960). Sein künstlerischer Nachlass befindet sich im Kasseler Stadtmuseum.
Einzelausstellungen
- 1935: Kassel
- 1954: mit (Konrad Westphal)
- 1962: Malerei, Plastik, Graphik und Arbeiten am Bau , Kunstverein Kassel, Kassel
- 1969: KasselerKunstVerein, Kassel
- 1973: Palais Bellvue, Kassel
- 1998: Stadtmuseum Kassel, Kassel

Gruppenausstellungen
- 1929: Große deutsche Ausstellung Orangerie, Kassel:
- 1985:  Fünf Maler in Kassel mit Kurt Bunge, Felix Koller, Walter Nikusch und Ludwig Uloth, KasselerKunstVerein, Kassel

In Museen
- Sammlung Preußischer Kulturbesitz, Berlin
- Neue Galerie, Kassel
- Sammlung Sparkassenversicherung, Kassel

## Auszeichnungen
- 1. Preis Große deutsche Ausstellung, 1929